# Casa Peya
Casa Peya és un edifici noucentista del municipi de Palafrugell (Baix Empordà) que Caterina Jordi Jofra va fer construir l'any 1930, en el solar d'una casa de la seva propietat. Casa Peya és una de les cases més destacades del modernisme i el noucentisme a Palafrugell, testimonis del desenvolupament econòmic vinculat al comerç amb Amèrica i a la indústria surera. La Casa Peya està inclosa en l'Inventari del Patrimoni Arquitectònic de Catalunya.

## Descripció
La casa Peya està situada al carrer Cavallers. Consta de planta baixa i dos pisos; a la planta baixa, on el parament de la façana és de pedra i maó vist, hi ha la porta d'accés d'arc de mig punt amb emmarcament de pedra treballada. A ambdós costats hi ha finestres rectangulars, amb resseguiment de terracota. El primer pis té tres obertures allindanades, la central amb tribuna de fusta i els laterals emmarcades en pedra, i al segon pis hi ha cinc obertures d'arc de mig punt. La cornisa és molt sobresortint i decorada amb terracota.

## Història
Caterina Jordi era membre d'una família d'hisendats i negociants i estava casada amb el metge Ernest Peya Miró. L'arquitecte va ser el figuerenc Pelayo Martínez Paricio, membre de la segona generació noucentista, reconegut pel seu treball a l'Alt i el Baix Empordà i a Barcelona i fundador d'una indústria ceràmica a la Bisbal destinada a l'ornamentació arquitectònica.
Després de diferents usos com a seu de negocis i d'anys d'abandó, el 2017 es va reformar per a l'obertura d'un hotel.